# HD 231701 b
HD 231701 b是一顆距離地球約354光年的太陽系外行星，位於天箭座。該行星和母恆星HD 231701距離0.55光年，軌道離心率0.19。因為它的質量是1.08 MJ，因此被認為是沒有固體表面，且組成類似太陽系外行星的類木行星。

## 外部連結
- . The Extrasolar Planets Encyclopaedia.   [2013-04-20]. （原始内容存档于2012-05-05）.